# Antonio Vitullo
Antonio Vitullo (Campobasso, 31 marzo 1931 – Roma, 26 novembre 2023) è stato un arbitro di calcio italiano.
Fu il primo arbitro molisano a dirigere nel massimo campionato di calcio.

## Biografia
Iniziò ad arbitrare nel 1952 dirigendo partite della Lega Giovanile abruzzese-molisana.

Arbitrò successivamente le partite organizzate dalla Lega Regionale Campana.
A 28 anni si trasferì a Roma per motivi di lavoro, avendo vinto un concorso alle Poste. Passò perciò dalla sezione A.I.A. di Campobasso a quella romana a cui rimase affiliato fino a fine carriera.
Nel 1960 fu inserito nei quadri C.A.S.P. ed esordì in Serie C.

Il 13 settembre 1964, alla prima partita della stagione, esordì in Serie B dirigendo Catanzaro-Monza (1-1).
In quattro stagioni nella serie cadetta diresse 44 partite. 
Esordì in Serie A dirigendo a Ferrara il 17 ottobre 1965 l'incontro SPAL-Varese (2-0). Nelle tre stagioni arbitrate nella massima serie diresse 15 partite, l'ultima delle quali il 3 dicembre 1967 in Milan-Atalanta (0-0).
Al termine della sua carriera fu eletto presidente della Commissione Arbitri (C.R.A.) del Comitato Regionale Lazio, carica da lui onorata per un lustro e fece parte del direttivo dell'associazione Forche Caudine, il circolo dell'emigrazione molisana a Roma.
Muore il 26 novembre 2023 a Roma all'età di 92 anni.